# Cerophytum pulsator
Cerophytum pulsator is een keversoort uit de familie spinthoutkevers (Cerophytidae). De wetenschappelijke naam van de soort werd in 1845 gepubliceerd door Samuel Stehman Haldeman.